# Clemens-Hofbauer-Hilfswerk
Das Clemens-Hofbauer-Hilfswerk für Priesterspätberufe e.V. Bad Driburg wurde am 1. Februar 1920 von Pastor  Bernhard Zimmermann in Warstein-Belecke gegründet, am  10. Februar 1925 in das Vereinsregister des Amtsgerichts Warstein eingetragen und 1948 nach Bad Driburg verlegt (Amtsgericht Brakel, Vereinsregister Nr. 7). Vereinszweck ist es bis heute, junge Männer mit Berufsausbildung zu unterstützen, die einen kirchlichen Beruf ergreifen wollen (Priester, Diakon, Religionslehrer, sozial-caritativer Beruf), aber über kein Abitur verfügen.
Das Hilfswerk ist deshalb bis heute Träger eines Spätberufenenseminars, des „Studienheims St. Klemens“, gegründet 1922 in Belecke, 1928 nach Bad Driburg und 1997 nach Paderborn verlegt (Clementinum Paderborn). Angeschlossen an das Studienheim und ebenfalls in Trägerschaft des Hilfswerks war seit 1922 auch eine hauseigene Schule, die mit voller staatlicher Anerkennung von 1946 bis 1966 unter dem Namen „Gymnasium Clementinum“ und von 1966 bis 1997 unter dem Namen „Clemens-Hofbauer-Kolleg“ bestand.
Diese von Zimmermann gegründeten Einrichtungen waren in bildungspolitischer Hinsicht zukunftsweisend und hatten Modellcharakter. Denn es handelte sich um die erste Schule im ganzen deutschen Sprachraum, die speziell ausgerichtet war auf Erwachsene mit Berufsausbildung. Dieser völlig neue Schultyp begann sich ab den 1960er Jahren unter der Bezeichnung Zweiter Bildungsweg allgemein durchzusetzen. Zimmermanns Gründung lag diesem Trend um vier Jahrzehnte voraus. In Anerkennung seiner Verdienste verlieh ihm Theodor Heuss 1954 das Bundesverdienstkreuz erster Klasse.
Der Vorstand des Hilfswerks wird heute gebildet von den jeweiligen Generalvikaren des Erzbistums Paderborn und des Bistums Münster sowie dem jeweiligen Rektor des Studienheimes St. Klemens, dem der Schule angeschlossenen Internat, in dem die „Klementiner“ wohnen (heute „Clementinum Paderborn“).
In Zusammenarbeit mit dem Aschaffenburger Dekan Ferdinand Hufgard gründete Zimmermann im Jahr 1926 ein Clemens-Hofbauer-Hilfswerk e.V. mit dazugehörendem Studienheim auch in Aschaffenburg. Das Studienheim musste allerdings 1935 geschlossen werden, das Aschaffenburger Hilfswerk besteht indes noch heute.